# Stanisław Skoczyński
Stanisław Skoczyński (ur. 20 maja 1953 w Warszawie) – polski muzyk perkusista specjalizujący się w wykonaniach muzyki współczesnej, nauczyciel akademicki klasy perkusji w Uniwersytecie Muzycznym Fryderyka Chopina w Warszawie.
Studiował grę na perkusji pod kierunkiem Edwarda Iwickiego w Akademii Muzycznej w Warszawie. Następnie doskonalił się w zakresie interpretacji muzyki współczesnej  u Silvio Gualdy i Gastona Sylvestre w Paryżu. Uczestniczył w kursach interpretacji muzycznej prowadzonych przez wybitnych kompozytorów XX wieku, takich, jak Iannis Xenakis, Mauricio Kagel, Luciano Berio, Luigi Nono, Olivier Messiaen, Pierre Boulez, Georges Aperghis, Tōru Takemitsu i Elliott Carter.
Ma na swoim koncie szereg prawykonań utworów na instrumenty perkusyjne, niektóre powstały z inspiracji muzyka, wiele posiada dedykacje dla tego wykonawcy. W jego repertuarze znajdują się niemal wszystkie dzieła napisane na perkusję solo. Jednym z nich jest Carmina crucis Stanisława Moryto. 
Specjalizuje się w interpretacji dzieł pisanych na duże instrumentarium perkusyjne  multiplepercussion oraz teatru instrumentalnego. Wielokrotnie koncertował na Festiwalu „Warszawska Jesień” i na Warszawskich Spotkaniach Muzycznych i innych festiwalach muzyki współczesnej.
Jest solistą Polskiej Orkiestry Radiowej w Warszawie oraz współzałożycielem pierwszego powojennego zespołu perkusyjnego Warszawska Grupa Perkusyjna. Wykłada na licznych kursach, seminariach i kongresach perkusyjnych oraz uczelniach polskich i zagranicznych. Posiada tytuł profesora klasy perkusji w Uniwersytecie Muzycznym Fryderyka Chopina w Warszawie. Jego absolwenci to wielu uznanych dzisiaj muzyków grających różne gatunki muzyki, od dawnej, po jazzową i współczesną, oraz wykładających w uczelniach polskich i zagranicznych.
Prowadzi obszerną działalność promującą i popularyzującą muzykę perkusyjną. Jest inicjatorem wielu festiwali, konkursów z tej dziedziny. Inicjował powstanie takich wydarzeń, jak:
- Międzynarodowy Festiwal Sztuki Perkusyjnej CROSSDRUMMING
- Światowy Kongres Sztuki Perkusyjnej
- Międzynarodowe Perkusyjne Kursy Mistrzowskie
- Międzynarodowy Konkurs Perkusyjny im. Mikołaja Stasiniewicza

W lutym 2011, z okazji obchodów 200-lecia Uniwersytetu Muzycznego Fryderyka Chopina, został odznaczony Srebrnym Medalem „Zasłużony Kulturze Gloria Artis”.

## Wybrana dyskografia
- 1994 – Marta  Ptaszyńska – Spider Walk; wyk. Stanisław Skoczyński – batt, Polonia Records  1994
- 1996 – A. Piazzolla, M. Ravel, M. De Falla, H.V. Lobos, L. Almeida – Krzysztof Pełech – gitara, Grzegorz Olkiewicz – flet, Stanisław Skoczyński – perkusja, Polskie Nagrania 1996
- 1988 – Zygmunt Krauze – Rzeka podziemna wyk.  Edward Borowiak – puzon, Witold Gałązka – wiolonczela, Czesław Pałkowski – klarnet, Stanisław Skoczyński – perkusja, Bartłomiej Budzyński – gitara, Jerzy Jurek – akordeon, Jarosław Kapuściński – fortepian, dyr. Zygmunt Krauze Warszawska Jesień 1988
- 2005 – 20 lat Conversatorium Organowego w Legnicy (2CD) – w: Bogumiła Anna Kompowska: Tantra na ksylofon i organy – Stanisław Skoczyński – ksylofon, Rostisław Wygranienko – organy DUX 2005
- 2006 – Zbigniew Bargielski – Trigonalia na gitarę, akordeon, perkusję i orkiestrę; Konstancja Bargielska – gitara, Zbigniew Koźlik – akordeon, Stanisław Skoczyński – perkusja, Wojciech Michniewski – dyrygent, Polskie Radio 2006